# Zec de la Lièvre
Pour les articles homonymes, voir Lièvre (homonymie).
La zec de la Lièvre est une zone d'exploitation contrôlée (zec) située dans le territoire non organisé du Lac-Ashuapmushuan, dans municipalité régionale de comté (MRC) Le Domaine-du-Roy, dans la région administrative du Saguenay–Lac-Saint-Jean, au Québec, au Canada.

## Toponymie
Le nom de la zec tire son nom de l'ancienne dénomination de la rivière Raimbault, qui est encore couramment désigné comme étant la rivière Petite Lièvre, rivière Petit Lièvre, La Grosse Lièvre et La Lièvre. Il a été officialisé le 18 décembre 1986.

## Géographie
La limite nord-est de ce territoire forestier de 974 km2 de la zec débute à une vingtaine de kilomètres (en ligne directe) au sud-ouest du lac Saint-Jean, soit à proximité du village de Sainte-Hedwidge. La zec comporte tout près de 400 lacs.
Du côté est, la zec est délimitée par deux autres cours d'eau majeurs, les rivières Ouiatchouaniche et Croche. Les plans d'eau les plus importants en superficie sont les lacs: Panache, des Casques, aux Eaux Mortes et de la Baie. La délimitation la plus récente de la zec remonte à octobre 1991.

### Cours d'eau
Des segments de quelques cours d'eau traversant l'ouest de la zec appartiennent au réseau hydrographique supérieur de la rivière Saint-Maurice notamment les rivières Raimbault, à la Corne et Croche.
Long d'environ 60 km, la rivière Raimbault prend sa source au lac Giroux, jadis désigné "Lac du Lièvre". En coulant vers le sud, la rivière La Lièvre constitue la limite ouest de la zec sur plus de 40 km. Puis cette rivière se déverse dans la rivière Trenche, affluent majeur de la rivière Saint-Maurice où les eaux coulent vers Trois-Rivières.

## Opérations forestières sur La Lièvre
Jadis, les coupes forestières constituaient l'activité économique prédominante dans le territoire de la zec, notamment l'ancien camp forestier de Dépôt-de-la-Lièvre qui a été en exploitation pendant plus de 70 ans. 
Au plus fort des opérations dans le secteur de la rivière Raimbault, Veillet et Frères Limitée employait ou sous-contractait entre 3000 et 3 500 travailleurs assignés à la coupe de bois. Le travail de coupe du bois était distribué parmi 45 à 50 contracteurs forestiers. À la suite du décès de Jeffrey Veillet, survenu en 1946, la Consolidated Paper a repris en charge directement la coupe du bois. La compagnie Veillet & Frères a été dissoute en 1947.

## Activités et services
Dans les plans d'eau de la zec, la faune aquatique est composée surtout de truites mouchetées et de grands brochets.
Sur la zec, le gibier est abondant et varié: orignal, ours noir, lièvre d'Amérique, gélinotte huppée, tétras du Canada. La chasse est contingentée selon des périodes de l'année, les secteurs, les engins de chasse et le sexe des bêtes (orignaux). Selon la direction de la zec, en 2011, un total de 100 orignaux (43 mâles, 54 femelles et 3 veaux) ont été récoltés, sur le territoire de la zec.
La zec offre une centaine de sites de camping dont trois terrains de camping autour du lac Brosseau et un au lac Labonté. Le poste d'accueil principal de la zec est située près de Sainte-Hedwidge. Le second poste d'accueil est situé au sud de la zec, près du Lac aux Goélands.
La piste de motoneige et de VTT transverse d'est en ouest le territoire de la zec.